# Världsarvskommittén
Världsarvskommittén (World Heritage Committee) är en kommitté under Unesco som finns till för att verkställa världsarvskonventionen. Detta innebär att man ansvarar uppdaterandet och publicerandet av världsarvslistan samt att man har en överinsyn över att dessa sköts. Kommittén beslutar även i frågor som rör Världsarvsfonden.
Kommittén sammanträder en gång om året. Om minst 2/3 av medlemsstaterna så begär hålls en extra konferens.. På kommitténs första möte fastställde man en arbetsordning för mötena.
När kommittén sammanträder presenterar IUCN och/eller ICOMOS sina utvärderingar och rekommendationer av de nomineringar som konventionens stater har gjort. Detsamma gäller objekt som finns eller riskerar att bli uppsatta på listan över hotade världsarv. Kommittén beslutar sedan utifrån detta vilka objekt som ska läggas till eller tas bort. Man har också möjlighet att återremittera en nominering för att få in ytterligare information. Hittills har man tagit bort 2 världsarv. Man har också slagit ihop ett par världsarv och ändrat namn på världsarv. I något fall har världsarvskommittén skapat ett nytt världsarv genom att man slagit samman en nominering med ett befintligt världsarv och på så vis skapat ett nytt världsarv. I detta fall finns ju det gamla världsarvet kvar om än som en del i ett nytt världsarv.

## Kommitténs sammansättning
Kommittén (World Heritage Committee) består av 21 ledamöter från lika många länder. Dessa ska enligt konventionen väljas för en period på sex år. En praxis har dock blivit att medlemsländerna frivilligt väljs in för en period på fyra år för att öka rotationen och därmed ge fler länder möjligheten att vara med i kommittén.
Det står alla medlemsstater till konventionen fritt att kandidera till världsarvskommittén. Även ett land som suttit i kommittén den gångna perioden får kandidera för nästföljande period. Vanligen avstår dock ett sådant land från att ställa upp igen. Representationen ska också vara jämnt fördelad mellan olika regioner och kulturer. Valet av kommittén sker på Generalsamlingen för konventionens medlemsstater vilken hålls vartannat år i samband med Unescos Generalkonferens.
Följande länder hade 2019 representanter i kommittén (mandatperiod inom parentes):
- Angola (2015-2019)
- Australien (2019-2021)
- Azerbajdzjan (2015-2019)
- Bahrain (2019-2021)
- Bosnien och Hercegovina (2019-2021)
- Brasilien (2019-2021)
- Burkina Faso (2015-2019)
- Kina (2019-2021)
- Kuba (2017-2019)
- Guatemala (2019-2021)
- Indonesien (2017-2019)
- Ungern (2019-2021)
- Kuwait (2015-2019)
- Kirgizistan (2019-2021)
- Norge (2019-2021)
- Saint Kitts och Nevis (2019-2021)
- Spanien (2019-2021)
- Tunisien (2015-2019)
- Uganda (2019-2021)
- Tanzania (2015-2019)
- Zimbabwe (2015-2019)

## Världsarvskommitténs byrå
Kommittén väljer årligen i slutet av sin ordinarie konferens ett utskott kallat Bureau of the World Heritage Committee, på svenska Världsarvskommitténs byrå. Utskottet består personer från 7 av de 21 medlemsstaterna i kommittén och har en ordförande, fem viceordförande och en rapportör. Dess uppgift är att diskutera skötseln av de existerande världsarven, godkänna nomineringar och göra alla förberedelserna för Världsarvskommitténs konferenser.
Utskottet eller byrån består 2019 av:
- Abulfas Garayev, ordförande från Azerbajdzjan
- Mahani Taylor, rapportör från Australien

Samt fem viceordförande från följande länder: Brasilien, Burkina Faso, Indonesien, Norge, Tunisien.

## Tabell över kommitténs ordinarie sammanträden
Enligt Unescos officiella hemsida.
| Konferens | År   | Datum                      | Plats                                    |
| 1         | 1977 | 27 juni–1 juli             | Paris, Frankrike                         |
| 2         | 1978 | 5–8 september              | Washington, D.C., USA                    |
| 3         | 1979 | 22–26 oktober              | Kairo och Luxor, Egypten                 |
| 4         | 1980 | 1–5 september              | Paris, Frankrike                         |
| 5         | 1981 | 26–30 oktober              | Sydney, Australien                       |
| 6         | 1982 | 13–17 december             | Paris, Frankrike                         |
| 7         | 1983 | 5–9 december               | Florens, Italien                         |
| 8         | 1984 | 29 oktober–2 november      | Buenos Aires, Argentina                  |
| 9         | 1985 | 2–6 december               | Paris, Frankrike                         |
| 10        | 1986 | 24–28 november             | Paris, Frankrike                         |
| 11        | 1987 | 7–11 december              | Paris, Frankrike                         |
| 12        | 1988 | 5–9 december               | Brasilia, Brasilien                      |
| 13        | 1989 | 11–15 december             | Paris, Frankrike                         |
| 14        | 1990 | 7–12 december              | Banff, Kanada                            |
| 15        | 1991 | 9–13 december              | Karthago, Tunisien                       |
| 16        | 1992 | 7–14 december              | Santa Fe, USA                            |
| 17        | 1993 | 6–11 december              | Cartagena, Colombia                      |
| 18        | 1994 | 12–17 december             | Phuket, Thailand                         |
| 19        | 1995 | 4–9 december               | Berlin, Tyskland                         |
| 20        | 1996 | 2–7 december               | Mérida, Mexiko                           |
| 21        | 1997 | 1–6 december               | Neapel, Italien                          |
| 22        | 1998 | 30 november–5 december     | Kyoto, Japan                             |
| 23        | 1999 | 29 november–4 december     | Marrakech, Marocko                       |
| 24        | 2000 | 27 november–2 december     | Cairns, Australien                       |
| 25        | 2001 | 11–16 december             | Helsingfors, Finland                     |
| 26        | 2002 | 24–29 juni                 | Budapest, Ungern                         |
| 27        | 2003 | 30 juni–5 juli             | Paris, Frankrike                         |
| 28        | 2004 | 28 juni–7 juli             | Suzhou, Kina                             |
| 29        | 2005 | 10–17 juli                 | Durban, Sydafrika                        |
| 30        | 2006 | 8–16 juli                  | Vilnius, Litauen                         |
| 31        | 2007 | 23 juni–2 juli             | Christchurch, Nya Zeeland                |
| 32        | 2008 | 2–10 juli                  | Québec, Kanada                           |
| 33        | 2009 | 22–30 juni                 | Sevilla, Spanien                         |
| 34        | 2010 | 25 juli–3 augusti          | Brasilia, Brasilien                      |
| 35        | 2011 | 19–29 juni                 | Paris, Frankrike                         |
| 36        | 2012 | 24 juni–6 juli             | Sankt Petersburg, Ryssland               |
| 37        | 2013 | 16–27 juni                 | Phnom Penh, Kambodja                     |
| 38        | 2014 | 15–25 juni                 | Doha, Qatar                              |
| 39        | 2015 | 28 juni–8 juli             | Bonn, Tyskland                           |
| 40        | 2016 | 10–20 juli & 24–26 oktober | Istanbul, Turkiet & Unescos huvudkvarter |
| 41        | 2017 | 2–12 juli                  | Kraków, Polen                            |
| 42        | 2018 | 24 juni–4 juli             | Manama, Bahrain                          |
| 43        | 2019 | 30 juni–10 juli            | Baku, Azerbajdzjan                       |
| 44        | 2021 | 16–31 juli                 | Fuzhou, Kina (på distans)                |
| 45        | 2022 | 19–30 juni                 | Kazan, Ryssland                          |